# Ruakituri
Ruakituri est une zone rurale du nord de la région de Hawke's Bay dans la partie est de l’Île du Nord de la Nouvelle-Zélande.

## Situation
Elle est localisée au nord de la localité de Wairoa et à l’ouest de la cité de Gisborne.
La  communauté est centrée autour de la rivière Ruakituri, un affluent majeur du fleuve Wairoa .
Le village le plus important est nommé «Te Reinga», situé à la jonction des deux cours d’eau à environ  25 kilomètres (15,5342798 mi) au nord de Wairoa.

## Démographie
Le recensement de 2013 en Nouvelle-Zélande enregistrait la présence de 708 habitants vivant dans le secteur de Ruakituri-Morere .

## Installation
Il y a deux marae (terrains locaux de rencontre des Māori) dans le secteur. 
- le marae nommé Erepēti (en) est affilié avec l’iwi (tribu) des Ngāti Kahungunu et ses hapūs (sous-tribus) des Ngāti Hingānga / Te Aitanga o Pourangahua (en), et comprend le wharenui (en) (maison de rencontre) de  Pourangahua (en).
- le marae de Te Reinga (en) est un terrain de rencontre pour l’iwi des Ngāti Kahungunu et ses hapūs des Ngāti Hinehika (en) et des Ngāti Kōhatu (en) et qui inclut la maison de rencontre ou wharenui de Tuarenga (en)[3],[4].

## Éducation
- L’école Ruakituri School est une école primaire publique, mixte, allant des années 1 à 8 [5].

Elle a un taux de décile de 7 avec un effectif de 14 élèves en novembre 2022